# I tartari
I tartari è un film del 1961 diretto da Richard Thorpe e Ferdinando Baldi.

## Trama

Victor Mature interpreta Oleg

Togrul, capo dei tartari, è in lotta con gli slavi e chiede aiuto al capo vichingo Oleg per sterminarli. Il capo vichingo si rifiuta perché in buoni rapporti con gli slavi, e nasce uno scontro durante il quale il capo tartaro ha la peggio e Oleg fugge con la giovane Samja come garanzia di pace.
Il nuovo capo dei tartari Burundai vuole vendicare la morte del fratello e liberare la nipote; attacca una nave vichinga dove viaggia Helga, moglie di Oleg che viene portata a palazzo e violentata. Nel campo vichingo intanto nasce l'amore tra Samja e Eric, fratello di Oleg.
I due capi si accordano per uno scambio delle donne in ostaggio ma Helga si getta dalle mura del palazzo così Samja resta con i vichinghi. Helga muore, Eric rivela al fratello l'amore per Samja e per questo rischiano la morte mentre Burundai organizza le truppe per l'assalto al campo nemico.
Si arriva finalmente allo scontro finale dove Oleg e Burundai restano uccisi mentre Eric e l'amata Samja si mettono in salvo.

## Produzione
Gli esterni furono girati in Jugoslavia. La fortezza vichinga e le sue dieci torri, vennero ricostruite a grandezza naturale in un'isola al centro del fiume Sava; al suo interno, una sorta di lago artificiale conteneva le due navi di oltre 100 metri realizzate nel porto di Fiume. La scena della battaglia, con diecimila comparse e 1800 cavalli, venne girata nella vallata di Grobničko polje.

## Critica
(Leo Pestelli)